# Glen Albyn (distillerie)
Pour les articles homonymes, voir Glen Albyn.
Glen Albyn était une distillerie de whisky située à Inverness, dans les Highlands, en Écosse.

## Histoire
La distillerie fut fondée le 10 octobre 1844 par James Sutherland dans la ville écossaise d'Inverness. En novembre 1849, une partie de la distillerie fut démolie par un incendie, mais la production put redémarrer dès le mois de février 1850. La distillerie fut mise en vente à partir de 1855 mais, comme aucun acquéreur ne fut trouvé, elle fut finalement mise en sommeil en 1866. Elle a alors été utilisée comme moulin à grains jusqu'en 1884, lorsqu'elle a été reprise par Gregory and Co. qui a réactivé la distillation. Durant la Première Guerre mondiale, entre 1917 et 1919, elle servit de base à la marine américaine et on y fabriqua des mines marines. En 1920 elle fut reprise par James Mackinlay et John Birnie (Mackinlay & Birnie Ltd.). En 1972 elle fut vendue à Distillers Company Limited (DCL). La distillerie fut fermée en 1983 et les bâtiments furent démolis en 1986. Un supermarché se trouve aujourd'hui à cet emplacement.

## Production
L'eau nécessaire à la production de Glen Albyn provenait du fleuve Ness. La distillation s'effectuait dans un wash still d'une capacité de 8 000 litres et un spirit still d'une capacité de 7 000 litres.